# اطلس گلوبال اوکراین

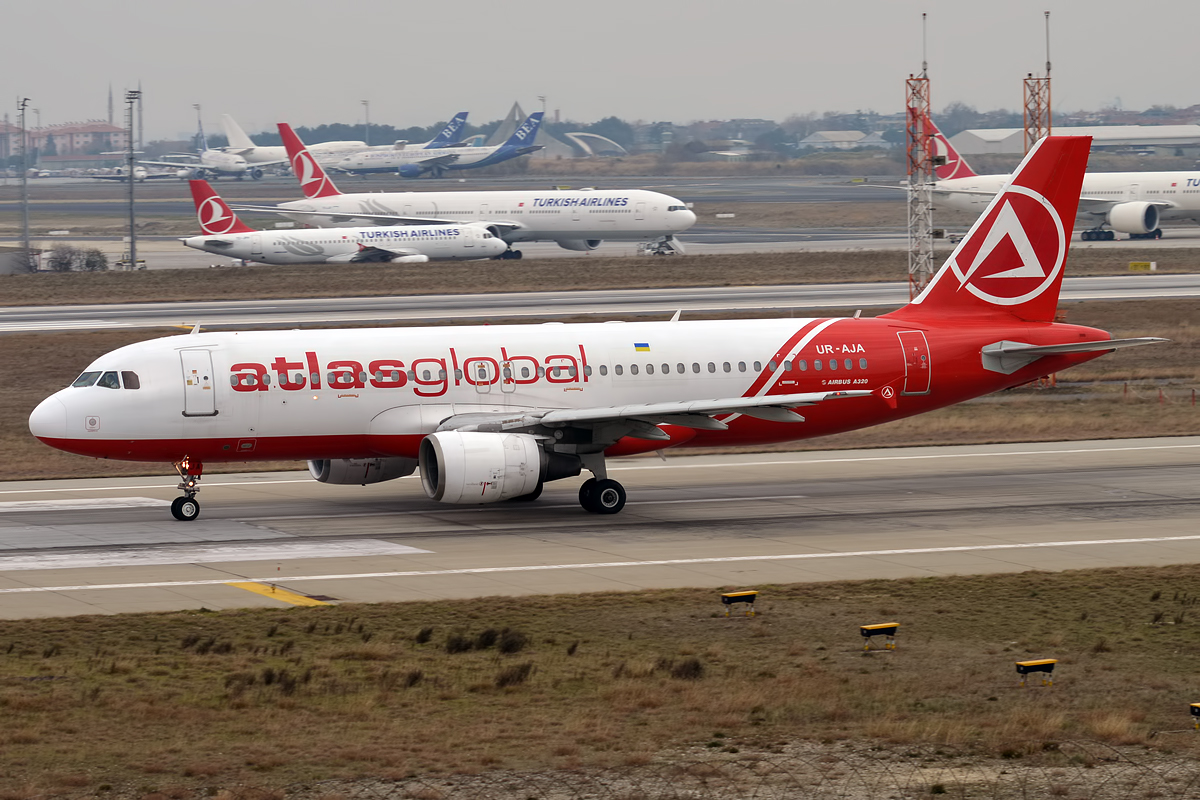
شرکت اطلس گلوبال اوکراین

اطلس گلوبال اوکراین (اوکراینی: АтласГлобал Україна) شرکت هواپیمایی اوکراینی است، که در سال ۲۰۱۳ تأسیس شد.